# Wellesley (Massachusetts)
Wellesley ist eine US-amerikanische Kleinstadt im Norfolk County des Bundesstaats Massachusetts.
Das U.S. Census Bureau hat bei der Volkszählung 2020 eine Einwohnerzahl von 29.550 ermittelt. Die Stadt bildet einen Vorort von Boston in der Metropolregion Greater Boston.

## Geschichte
Wellesley wurde in den 1630er Jahren als Teil von Dedham besiedelt. Später war es ein Teil von Needham, genannt West Needham, Massachusetts. Am 23. Oktober 1880 stimmten die Bewohner von West Needham für die Abspaltung von Needham, und die Stadt Wellesley wurde später von der Legislative von Massachusetts am 6. April 1881 aus der Taufe gehoben. Sie wurde nach dem Anwesen des örtlichen Wohltäters Horatio Hollis Hunnewell benannt.

## Demografie
Nach einer Schätzung von 2019 leben in Wellesley 28.670 Menschen. Die Bevölkerung teilt sich auf in 80,3 % Weiße, 2,9 % Afroamerikaner, 0,1 % amerikanische Ureinwohner, 12,4 % Asiaten, 0,1 % Ozeanier und 3,3 % mit zwei oder mehr Ethnizitäten. Hispanics oder Latinos aller Ethnien machten 5,1 % der Bevölkerung aus. Das mittlere Haushaltseinkommen lag bei 197.132 US-Dollar und die Armutsquote bei 4,4 %.

## Bildung
In Wellesley befindet sich das Wellesley College, eine private Hochschule für Frauen. Daneben gibt es das Babson College, eine private Business School, und ein Campus des Massachusetts Bay Community College.

## Infrastruktur
Wellesley hat seit 1833 eine Bahnverbindung nach Boston. Der Zugverkehr wird durch Wellesleys Beteiligung an der Massachusetts Bay Transportation Authority gewährleistet, die 17 werktägliche Pendlerzüge in Richtung Boston und in Richtung Framingham und Worcester anbietet.
Die Autobahnen Interstate 95/Massachusetts Route 128, Massachusetts Route 9, Massachusetts Route 16 und Massachusetts Route 135 führen durch Wellesley.

## Söhne und Töchter der Stadt
- Bob Porter (1940–2021), Jazz-Produzent
- Billy Squier (* 1950), Musiker
- Jay Miller (* 1960), Eishockeyspieler
- Jay Harrington (* 1971), Schauspieler
- Dave Rempis (* 1975), Jazz- und Improvisationsmusiker
- Grace Kelly (* 1992), Jazzmusikerin